# Tiro alla XXVII Universiade
Le gare di tiro della XXVII Universiade si sono svolte dal 12 al 17 luglio 2013 al Rifle Shooting Range e al Sviyaga Shooting Range di Kazan'.

## Podi

### Uomini

#### Individuale
| Evento              | Oro              | Argento           | Bronzo            |
| Carabina            |                  |                   |                   |
| 10 m aria compressa | Liu Zhiguo       | Nazar Luginec     | Sergej Kruglov    |
| 50 m 3 posizioni    | Nazar Luginec    | Kang Hongwei      | Tomasz Bartnik    |
| 50 m a terra        | Sergej Kamenskij | Kang Hongwei      | Kim Hyeon-jun     |
| Pistola             |                  |                   |                   |
| 10 m aria compressa | Mai Jiajie       | Pang Wei          | Pavel Světlík     |
| 25 m standard       | Leonid Ekimov    | Li Yuehong        | Clement Bessaguet |
| 25 m automatica     | Boris Artaud     | Leonid Ekimov     | Ding Feng         |
| 50 m                | Leonid Ekimov    | Li Yuehong        | Clement Bessaguet |
| Tiro a volo         |                  |                   |                   |
| Fossa olimpica      | Jurij Nikandrov  | Valerio Grazini   | Simone Prosperi   |
| Double trap         | Antonino Barillà | Yang Yiyang       | Michail Lejbo     |
| Skeet               | Tomáš Nydrle     | Tammaro Cassandro | Jakub Tomeček     |

#### Squadre
| Evento              | Oro                                                      | Argento                                                   | Bronzo                                                   |
| Carabina            |                                                          |                                                           |                                                          |
| 10 m aria compressa | Cina Liu Zhiguo Cao Yifei Liu Lilong                     | Russia Nazar Luginec Sergej Kamenskij Sergej Kruglov      | Corea del Sud Park Sung-Hyun Jeon Je-Yul Lee Jea-Won     |
| 50 m 3 posizioni    | Cina Kang Hongwei Cao Yifei Lan Xing                     | Russia Nazar Luginec Sergej Kruglov Kirill Grigorjan      | Serbia Igor Čotra Milutin Stefanović Borislav Mazinjanin |
| 50 m a terra        | Cina Kang Hongwei Cao Yifei Lan Xing                     | Polonia Tomasz Bartnik Pawel Pietruk Bartosz Jasiecki     | Russia Sergej Kamenskij Nazar Luginec Kirill Grigorjan   |
| Pistola             |                                                          |                                                           |                                                          |
| 10 m aria compressa | Corea del Sud Seo Deok-Won Lee Dae-Myung Kim Tae-Young   | Cina Pang Wei Mai Jiajie Guo Xukai                        | Russia Nikolaj Kilin Leonid Ekimov Aleksej Jaskevič      |
| 25 m standard       | Cina Li Yuehong Ding Feng Pang Wei                       | Russia Leonid Ekimov Andrej Ščepetkov Dmitrij Brajko      | Corea del Sud Kim Jun-Hong Choi Yong-Hoo Kim Dae-Yoong   |
| 25 m automatica     | Russia Aleksandr Alifirenko Dmitrij Brajko Leonid Ekimov | Corea del Sud Kim Jun-Hong Kim Dae-Yoong Choi Yong-Hoo    | Francia Boris Artaud Clement Bessaguet Thomas Delacourt  |
| 50 m                | Russia Leonid Ekimov Nikolaj Kilin Sergej Červjakovskij  | Corea del Sud Lee Dae-Myung Seo Deok-Won Jang Jin-Hyuk    | Cina Mai Jiajie Pang Wei Chen Guopeng                    |
| Tiro a volo         |                                                          |                                                           |                                                          |
| Fossa olimpica      | Italia Diego Meoni Simone Prosperi Valerio Grazini       | Rep. Ceca Martin Dvořák Radim Sedláček Jan Privara        | Slovacchia Michal Slamka Matus Dudo Boris Stanko         |
| Double trap         | Russia Aleksandr Furasev Artëm Nekrasov Michajl Lejbo    | Italia Andrea Miotto Antonino Barillà Alessandro Chianese | Cina Mo Junjie Yang Yiyang Wen Baolu                     |
| Skeet               | Russia Aleksandr Zemlin Roman Sencov Nikolaj Teplyj      | Italia Marco Sablone Giancarlo Tazza Tammaro Cassandro    | Rep. Ceca Jakub Novota Jakub Tomeček Tomáš Nydrle        |

### Donne

#### Individuale
| Evento              | Oro                  | Argento                 | Bronzo                |
| Carabina            |                      |                         |                       |
| 10 m aria compressa | Maren Prediger       | Yu Dan                  | Nandinzaya Gankhuyag  |
| 50 m 3 posizioni    | Ma Hong              | Kwon Na-Ra              | Li Peijing            |
| 50 m a terra        | Mai Toishi           | Thanyalak Chotphibunsin | Jana Hyblerová        |
| Pistola             |                      |                         |                       |
| 10 m aria compressa | Ljubov' Jaskevič     | Tanyaporn Prucksakorn   | Su Yuling             |
| 25 m standard       | Olena Kostevyč       | Anna Mastjanina         | Tanyaporn Prucksakorn |
| Tiro a volo         |                      |                         |                       |
| Fossa olimpica      | Catherine Skinner    | Silvana Stanco          | Zhang Dandan          |
| Skeet               | Isarapa Imprasertsuk | Huang Sixue             | Al'bina Šakirova      |

#### Squadre
| Evento              | Oro                                                                 | Argento                                                                          | Bronzo                                                                      |
| Carabina            |                                                                     |                                                                                  |                                                                             |
| 10 m aria compressa | Russia Dar'ja Vdovina Polina Choroševa Anna Žukova                  | Mongolia Nandinzaya Gankhuyag Yanjinlkham Olzvoibaatar Narantuya Chuluunbadrakh  | Cina Li Peijing Yu Dan Wang Weiyang                                         |
| 50 m 3 posizioni    | Cina Li Peijing Ma Hong Yu Dan                                      | Russia Dar'ja Vdovina Polina Choroševa Valentina Protasova                       | Kazakistan Olesya Şegireviç Yuliya Morozova Aleksandra Malinovskaya         |
| 50 m a terra        | Kazakistan Olesya Şegireviç Yuliya Morozova Aleksandra Malinovskaya | Thailandia Thanyalak Chotphibunsin Sununta Majchacheep Vitchuda Pichitkanjanakul | Ucraina Dar'ja Šaripova Jevhenija Borysova Tetjana Tarasenko                |
| Pistola             |                                                                     |                                                                                  |                                                                             |
| 10 m aria compressa | Russia Ljubov' Jaskevič Ekaterina Koršunova Dar'ja Danilina         | Corea del Sud Park Ji-Won Park Ye-Sol Cho Mun-Hyeon                              | Thailandia Tanyaporn Prucksakorn Kanokkan Chaimongkol Pattarasuda Sowsa-Nga |
| 25m                 | Russia Ljubov' Jaskevič Anna Mastjanina Ekaterina Koršunova         | Ucraina Olena Kostevyč Kateryna Domkina Marta Bojčuk                             | Cina Su Yuling Zhang Jingjing Zhou Qingyuan                                 |
| Tiro a volo         |                                                                     |                                                                                  |                                                                             |
| Fossa olimpica      | Italia Silvana Stanco Erica Profumo Federica Caporuscio             | Russia Aleksandra Alekseeva Tat'jana Barsuk Svetlana Krašeninnikova              | Cina Zhu Jingyu Wang Shuying Zhang Dandan                                   |
| Skeet               | Russia Nadežda Konovalova Anastasija Krachmaleva Al'bina Šakirova   | Thailandia Nutchaya Sut-Arporn Isarapa Imprasertsuk Nutcha Sut-Arporn            | Kazakistan Ėl'vira Akčurina Angelina Miščuk Žanija Ajdarchanova             |

## Medagliere
| Pos.   | Paese         |    |    |    | Totale |
| ------ | ------------- | -- | -- | -- | ------ |
| 1      | Russia        | 12 | 8  | 5  | 25     |
| 2      | Cina          | 9  | 8  | 10 | 27     |
| 3      | Italia        | 3  | 5  | 1  | 9      |
| 4      | Ucraina       | 2  | 1  | 1  | 4      |
| 5      | Corea del Sud | 1  | 5  | 3  | 9      |
| 6      | Thailandia    | 1  | 4  | 2  | 7      |
| 8      | Francia       | 1  | 0  | 2  | 3      |
| 8      | Kazakistan    | 1  | 0  | 2  | 3      |
| 10     | Australia     | 1  | 0  | 0  | 1      |
| 10     | Germania      | 1  | 0  | 0  | 1      |
| 10     | Giappone      | 1  | 0  | 0  | 1      |
| 13     | Mongolia      | 0  | 1  | 1  | 2      |
| 13     | Slovacchia    | 0  | 1  | 1  | 2      |
| 15     | Slovacchia    | 0  | 0  | 2  | 2      |
| 16     | Serbia        | 0  | 0  | 1  | 1      |
| Totale | Totale        | 34 | 34 | 34 | 102    |